# 226 Weringia
Weringia (asteroide 226) é um asteroide da cintura principal com um diâmetro de 33,83 quilómetros, a 2,1560788 UA. Possui uma excentricidade de 0,2049207 e um período orbital de 1 631,08 dias (4,47 anos).
Weringia tem uma velocidade orbital média de 18,086963 km/s e uma inclinação de 15,92105º.
Esse asteroide foi descoberto em 19 de Julho de 1882 por Johann Palisa.
Este asteroide recebeu este nome em homenagem ao distrito de Viena Währing, na Áustria.